# 赫里雅特會
赫里雅特會（All Parties Hurriyat Conference）是一個位於喀什米爾由多個政治、社會和宗教組織組成的聯盟，成立於1993年3月9日，作為一個統一的政治陣線，在克什米爾衝突中提出克什米爾主義的事業。 Mehmood Ahmed Saghar 是 APHC-PAK 分會於 1993 年成立時的第一位召集人。該聯盟歷來被巴基斯坦積極看待，因為它對印度政府對查謨和克什米爾邦的主張提出異議。Mirwaiz Umar Farooq 是其主席，2009 年 Mehmood Ahmed Saghar 被一致選舉為巴基斯坦 APHC 召集人，Ghulam Muhammad Safi 於 2010 年 1 月當選為巴基斯坦 APHC 召集人。